# Ariadna perkinsi
Ariadna perkinsi is een spinnensoort in de taxonomische indeling van de zesoogspinnen (Segestriidae).
Het dier behoort tot het geslacht Ariadna. De wetenschappelijke naam van de soort werd voor het eerst geldig gepubliceerd in 1900 door Eugène Simon.